# 古江彩佳
古江 彩佳（ふるえ あやか、2000年〈平成12年〉5月27日 - ）は、兵庫県神戸市出身の女子プロゴルファー。富士通所属。

## 経歴
両親の影響で3歳からゴルフを始め、その頃より父親の古江芳浩に師事している。ゴルフと並行して4歳から水泳もしていた。

### アマチュア時代
2012年『関西小学生ゴルフ選手権』優勝。
2013年の第30回アオノジュニアゴルフ大会小学生高学年では、後に高校の同級生となる安田祐香との優勝争いとなり、サドンデスのプレーオフで安田に勝利した記録が残る。
神戸市立長田中学校在学中の2014年と2015年の「関西中学校ゴルフ選手権」、2015年「全国中学校ゴルフ選手権」、2016年「関西高等学校ゴルフ選手権」など数々の大会で優勝し、その年「日本女子オープンゴルフ選手権競技」に出場（28位タイ）して頭角を現す。
2017年と2018年はJGAナショナルチーム入り。稲見萌寧等と共に挑んだ2017年の「ネイバーズトロフィーチーム選手権」で個人7位タイ、団体優勝。安田祐香などと共に挑んだ2018年の「トヨタジュニアゴルフワールドカップ」で個人4位、団体優勝。また、佐渡山理莉等共に挑んだ同年の「第18回アジア競技大会ゴルフ競技」で個人4位、団体5位。
2019年、3年間クラスメイトだった安田祐香とともに滝川第二高校を卒業。六甲国際ゴルフ倶楽部に研修生として就職した。
6月にアマチュア最後に出場した日本女子アマチュアゴルフ選手権競技（エリエールゴルフクラブ松山)では、シード選手ながら5位で終わった。優勝は西郷真央（麗澤高等学校）。この大会の最終ラウンド10番ホールで、山中博史JGA専務理事の運転するカートが古江のクラブを破損する事故が発生した。ただしどの程度プレーへ影響があったかは比較できない。
同年10月、最終プロテストを控えていた為、アマチュアとして出場する最後のプロの試合に予定していた日本女子プロゴルフ協会（JLPGA）ツアー「富士通レディース」で、史上7人目の同ツアーアマチュア優勝を果たした。この優勝により古江は最終プロテストが免除される形でプロ入りが可能となり、同年10月22日にJLPGAに入会申請書を提出した。ミレニアム世代プロ第1号となった。
2019年10月23日付でJLPGAに入会、 JLPGA91期生となった。

#### アマチュア出場ツアー成績
本稿はJGAプロフィールページに基づき、来歴に記載のない物のみ記す。（L）はローアマチュア
2017年
- 大東建託・いい部屋ネットレディス 20位T（L）
- 日本女子オープンゴルフ選手権競技 41位T

2018年
- 中京テレビ・ブリヂストンレディスオープン 20位T（L）
- 大東建託・いい部屋ネットレディス 11位T
- 日本女子オープンゴルフ選手権競技 32T

2019年
- 中京テレビ・ブリヂストンレディースオープン 14位T（L）
- 大東建託・いい部屋ネットレディス 8位T（L）
- リゾートトラストレディス 3位T（L）
- パナソニックオープンレディースゴルフトーナメント 25位T（L）
- スタジオアリス女子オープン 10位T（L）
- ヨコハマタイヤゴルフトーナメントPRGRレディースカップ 29位T（L）
- 富士通レディース優勝

### プロ転向以後

#### 2019年
プロ転向初戦の同年11月「樋口久子 三菱電機レディスゴルフトーナメント」こそ予選落ちしたが、「大王製紙エリエールレディスオープン」は4位タイ、プロとしての公式戦初戦「JLPGAツアーチャンピオンシップリコーカップ」では2位タイに入った。同年はプロデビュー戦から4戦のみながら、年間獲得賞金ランキングで54位に食い込んだ。
同年12月、日本ゴルフトーナメント振興協会（GTPA）「特別賞」を受賞。さらにJLPGAアワード「敢闘賞」を受賞した。

#### 2020年 - 2021年
新型コロナウイルス流行の影響でシーズン開幕が大幅に遅れた2020年シーズンでは、東海クラシックレディースで東浩子とのプレーオフを制してプロ初優勝（通算2勝目）を飾り、伊藤園レディスゴルフトーナメントでは酒井美紀とのプレーオフを制して3勝目を挙げると、その翌週の大王製紙エリエールレディスオープンでは最終日に後続を引き離し、自身初となる4日間大会での優勝を2週連続で飾ると共に宮里藍、畑岡奈紗に次ぐ史上3位（20歳179日）となる若年での通算4勝目を挙げた。そして2020年最終戦のJLPGAツアーチャンピオンシップリコーカップでは3週連続優勝こそ成らなかったが単独2位に入ったことにより、11月30日時点の世界ランキングを14位として東京オリンピック日本代表候補に名乗りを上げた。
2021年に入ってからは思うように調子が上がらない状況が続いたが、7月にはプロ入り後初となった全米女子プロゴルフ協会（LPGA）ツアーのメジャー大会であるアムンディ・エビアン選手権（フランス）に出場し、4位に入賞した。その後、イギリスへ転戦してAIG女子オープン（全英女子オープン）に出場、日本選手最高となる20位となった。そして10月の富士通レディースでは勝みなみと首位タイで迎えた最終日の競技が雨天中止となるも勝との優勝決定戦（プレーオフ）が3ホールオールスコア方式で行われ、古江が2ホール目でバーディーを奪ってリードすると、3ホール目をパーで収めて勝を振り切りプロ通算4勝目（ツアー5勝目）を挙げた。またプロとアマ両方での同一トーナメント大会を優勝した例としては宮里藍、畑岡奈紗に続いて3人目となった。またこの勝利の後に2022年からLPGAツアーに本格的挑戦することを決意し、12月のクオリファイングトーナメント最終予選会に出場することを発表した。そして富士通レディースの翌週に自身の地元である兵庫県で開催されたNOBUTA GROUPマスターズGCレディースでは3日目に単独首位に立ちそのまま最終日も無難なゴルフで首位を守り切って二度目の2週連続優勝でツアー6勝目を挙げた。その2週間後のTOTOジャパンクラシックでは3日目に首位に立つと最終日もほぼ危なげないゴルフで逃げ切り、ツアー7勝目を挙げた。この年は最終戦まで稲見萌寧との間で賞金女王とメルセデス・ランキング1位を争い、稲見に賞金女王の座を譲ったがメルセデスランキング1位となって規定により3年シードを獲得、充実の上に事実上のルーキーシーズンを終えた。このシーズン最終戦の後にLPGAツアークオリファイングトーナメント最終予選会に出場、単独7位という成績でLPGAツアーメンバーに登録され、2022年シーズンの出場権を獲得した。

#### 2022年
2022年シーズンはアメリカ合衆国へ渡り、全米女子プロゴルフ協会（LPGA）ツアーメンバーとして転戦。5月末のバンク・オブ・ホープ LPGAマッチプレーで決勝戦まで進出したが、チ・ウンヒに敗れて2位となった。その後、リフレッシュを兼ねて一時帰国してJLPGAツアーのニッポンハムレディスクラシックに出場した後に欧州へ転戦。7月28日から31日にかけ英国ゲイレス、ダンドナルド・リンクスで行われたスコティッシュ女子オープンでは、最終日に首位のセリーヌ・ブティエから4打差の9位でスタートし、1番ホールでバーディーの後、6番ホールから6ホール連続バーディーを決め首位に浮上、最終的に10バーディーノーボギーで回り、コースレコードおよび自己ベストでもある62を記録、大会新記録の通算21アンダーで2位に3打差をつけ逆転優勝、ルーキーイヤーでLPGAツアー初優勝を果たした。スコティッシュ女子オープンの後、アメリカ本土を転戦、10月に一時帰国して所属先の富士通が主催する富士通レディースに出場、2日目にショットインイーグル2発を叩き出すなどして首位に立ち、最終日は一転して我慢の展開ながら最終18番ホールでバーディーを奪って猛追してきた岩井明愛を振り切り、日本での今季初勝利となるJLPGAツアー通算8勝目を挙げた。
全米女子プロゴルフ協会（LPGA）ツアーメンバーとして、CMEポイントランキングで17位となり2023シーズンのシードを獲得。

#### 2023年
シーズンの開幕戦ヒルトン・グランドバケーションズ トーナメント・オブ・チャンピオンズは通算1アンダー18位。2月19日、総合物流機器メーカーの三菱ロジスネクストとスポンサー契約を結んだと発表した。4月DIOインプラントLAオープンでLPGAツアーメンバーになってメジャー大会以外で初めて予選落ちを経験。5月畑岡と組み、渋野＆笹生組と日本代表として女子ゴルフ国別対抗戦ハンファ・ライフプラス・インターナショナル・クラウンに出場も未勝利で予選敗退。5月のバンク・オブ・ホープ LPGAマッチプレーで元世界ランキング1位のステーシー・ルイスと対戦。1アップで迎えた2番グリーンで、古江はルイスのライン上にかかっていたためにずらしたマーカーを元の位置に戻さずにパッティングした。「故意」ではなく、両選手とも気づかないままプレーが続き、4番に差し掛かったところで、古江が「戻さなかったかもしれない」と自己申告した。ルイスや双方のキャディらは覚えておらず、古江は競技委員の裁定を要請した。帯同していた中継局WOWOWの映像ではマーカーを戻していなかったことが明確で、競技委員も確認。マーカーを戻さずにプレーしていれば、ストローク競技では「誤所からのプレー」として2罰打を科されるケースだが、マッチプレーでは「プレーヤーがレフェリーや委員会に規則を自分自身や相手のプレーに対してどのように適用するのかを決定して欲しい場合、プレーヤーは裁定を要請することができる」というのが原則。ただし、「プレーヤーがその事実に気づいた場合、その裁定はどちらかのプレーヤーが別のホールを始めるためのストロークを行う前に要請しなければならない」という時限を設けているため、裁定を要請した4番だと「プレーヤーがこの時限内に裁定を要請しなかった場合、レフェリーや委員会は裁定を与えず、問題のホールの結果は、たとえ規則を誤った方法で適用していたとしても、そのままである」との規定が用いられた。古江はそのままのスコアでプレーを続けることもできたが、続く5番をルイスの勝ちにすることを提案し、ルイスと同意。その時点での「点差」を2アップから1アップに自ら引き下げた。これは「ラウンド中、マッチプレーのプレーヤーは規則問題の決定方法に同意することができる。その同意の内容が規則の下では誤りであることが判明した場合でも、プレーヤーが知っている規則や罰の適用を無視することに同意したのでない限り、その同意は最終である」との規定に基づく。その後は2度追い付かれたがリードは許さず、10番で再び先行。さらに連続奪取で突き放し、16番で長いバーディーパット沈めて勝負を決めた。古江はホールアウト後のインタビューで「あのまま何もしないで進んでいたら落ち着かなかった。1ポイントあげる気持ちでやっていたのが良かった」と振り返った。その後、決勝戦まで勝ち進むが2年連続で惜敗の2位に終わった。優勝こそなかったが24試合でトップ10に8回入り賞金ランク13位であった。

#### 2024年
2024年、LPGAツアー3年目のシーズンでは「みずほフィナンシャルグループ」ブランドアンバサダーに就任。
7月、アムンディ・エビアン選手権で最終日1打差2位から1イーグル・6バーディ・2ボギーの65でプレー、通算19アンダーで逆転優勝し、自身初・日本人4人目のメジャー制覇を果たす。大会としては3人目の日本人優勝で、メジャー昇格後としては初。7月15日に女子ゴルフの世界ランキングが更新され、前週の21位から8位に浮上し、2022年2月などに記録したこれまでの自己最高位14位を更新した。
2024年シーズンでは23試合に出場し、2,811,824ドルの賞金を獲得。また年間平均ストローク・69.988を記録。これにより年間ベストストローク賞（英語: Vare Trophy）を獲得した

## トーナメント優勝

### ツアー優勝

#### LPGA Tour（2）
| Legend                   |
| Major championships（1） |
| Other LPGA Tour（1）     |

| No. | Date          | Tournament                                 | Winning score           | 2位との差 | 2位（タイ）        | 優勝賞金 ($) |
| --- | ------------- | ------------------------------------------ | ----------------------- | --------- | ------------------ | ------------ |
| 1   | 2022年7月31日 | トラストゴルフ・スコティッシュ女子オープン | −21（69-68-68-62）=267  | 3打差     | Céline Boutier     | 300,000      |
| 2   | 2024年7月14日 | エビアン選手権                             | －19（65-65-70-65）=265 | 1打差     | Stephanie Kyriacou | 1,200,000    |

#### JLPGAツアー（8）
| No. | Date           | Tournament                         | 優勝スコア             | 2位との差  | 2位（タイ）  |
| --- | -------------- | ---------------------------------- | ---------------------- | ---------- | ------------ |
| 1   | 2019年10月20日 | 富士通レディース                   | −17（67-65-67=199）    | 2打差      | 稲見萌寧     |
| 2   | 2020年9月20日  | デサントレディース東海クラシック   | −15（66-67-68=201）    | プレーオフ | 東浩子       |
| 3   | 2020年11月15日 | 伊藤園レディスゴルフトーナメント   | −12（69-65-70=204）    | プレーオフ | 酒井美紀     |
| 4   | 2020年11月22日 | 大王製紙エリエールレディスオープン | −15（65-71-64-69=269） | 3打差      | イ・ミニョン |
| 5   | 2021年10月17日 | 富士通レディース                   | −12（65-67=132）       | プレーオフ | 勝みなみ     |
| 6   | 2021年10月24日 | NOBUTA GROUPマスターズGCレディース | −12（69-71-67-69=276） | 1打差      | 西郷真央     |
| 7   | 2021年11月7日  | TOTOジャパンクラシック             | −16（68-67-68-69=272） | 3打差      | 稲見萌寧     |
| 8   | 2022年10月16日 | 富士通レディース                   | −16（66-65-69=200）    | 1打差      | 岩井明愛     |

## LPGA米メジャー出場
| 年度 | シェブロン選手権 | 全米女子オープン | 全米女子プロ選手権 | エビアン選手権 | 全英女子オープン |
| ---- | ---------------- | ---------------- | ------------------ | -------------- | ---------------- |
| 2021 | ー               | ー               | ー                 | 4位            | 20位タイ         |
| 2022 | 44位タイ         | 予選落ち         | 予選落ち           | 19位タイ       | 予選落ち         |
| 2023 | 52位タイ         | 6位タイ          | 8位タイ            | 36位タイ       | 21位タイ         |
| 2024 | 50位タイ         | 6位タイ          | 19位タイ           | 優勝           | 37位タイ         |
| 2025 | 30位タイ         | 予選落ち         | 予選落ち           | 59位タイ       | 33位タイ         |

## JLPGA年間順位
| 年度    | 出場試合数 | メルセデス ランキング | 獲得賞金             | 平均 ストローク数 | 優勝回数 | 備考 |
| ------- | ---------- | --------------------- | -------------------- | ----------------- | -------- | --- |
| 2019    | 3試合      | 78.5pt（94位）        | ¥20,730,000（54位）  | 70.3846（--位）   | 0回      | 翌シーズン前半戦出場権獲得 |
| 2020-21 | 46試合     | 3845.16pt（1位）      | ¥246,743,575（2位）  | 70.3664（2位）    | 6回      | シーズンMVP、新人賞、初シード権獲得 |
| 2022    | 5試合      | 404.66pt（56位）      | ￥23,497,142（56位） | 69.6842（--位）   | 1回      | 富士通レディースでの優勝によるシード獲得。TOTOジャパンクラシックでの獲得賞金およびメルセデスポイントは、日本ツアーからの出場基準を満たしていないため加算なし |

## LPGA年間順位
| 年度 | 出場 試合 数 | CMEポイント ランキング | 獲得賞金           | 平均 ストローク 数 | Player of the Year | 優 勝 回 数 | 備考                                   |
| ---- | ------------ | ---------------------- | ------------------ | ------------------ | ------------------ | ----------- | -------------------------------------- |
| 2022 | 27試合       | 1,567,982（17位）      | ＄957,831（29位）  | 70.34（21位）      | 57（20位）         | 1回         | 翌シーズンシード権獲得                 |
| 2023 | 24試合       | 1,798.275（13位）      | ＄1637,334（10位） | 70.30（16位）      | 56（4位）          | 0回         | 2シーズン連続シード権獲得              |
| 2024 | 24試合       | 2,529.527（6位）       | ＄2,811,824（6位） | 69.99（3位）       | 64（1位）          | 1回         | エビアン選手権優勝 3年連続シード権獲得 |

## プロフィール
- 出身：兵庫県神戸市。
- 家族：父・母・本人の3人。
- 師匠：古江芳浩（父親）
- 所属：富士通
- スポンサー：和田興産、富士通、三菱ロジスネクスト、MIZUHO[41]
- サポート：COREFORCE
- 用具：ブリヂストンGolf
- ウェア：ビバハート
- マネジメント：

神戸市営地下鉄海岸線の各駅には、海岸線開業にあたって神戸市交通局が募集した2000年生まれの赤ちゃんの「手形・足形タイル」が飾られており、 安田祐香とともにハーバーランド駅には自身の赤ちゃん時代の手形足形が飾られている。

## 受賞歴
- 2019年日本ゴルフトーナメント振興協会 特別賞
- 2019年LPGA 敢闘賞
- 2020-2021年JLPGA メルセデス最優秀選手賞
- 2020-2021年JLPGA 明治安田生命 新人賞
- 2022年JLPGA 輝き賞